# Elijah Just
Elijah Henry Just (* 1. Mai 2000 in Palmerston North) ist ein neuseeländischer Fußballspieler. Er ist auf dem Spielfeld im Mittelfeld beheimatet und führt diese Rolle dort als Rechtsaußen aus.

## Karriere

### Verein
Er stammte aus der Jugend von Team Wellington und wechselte im Januar 2018 für die U19 in die Niederlande zum PEC Zwolle. Von dort kehrte er im September desselben Jahres wieder in sein Heimatland zurück, um sich dort dem Eastern Suburbs AFC anzuschließen. Mit diesen wurde er dann gleich in seiner ersten Saison auch Meister. Zur darauffolgenden Spielzeit 2019/20 wechselte er ablösefrei nach Dänemark, wo er sich dem FC Helsingør in der drittklassigen 2. Division anschloss. Mit diesen gelang es ihm dann auch in die zweitklassige 1. Division aufzusteigen. Zu Anfang August 2022 wechselte er weiter zum AC Horsens.
Im August 2024 wurde Just an den österreichischen Zweitligisten SKN St. Pölten verliehen. Für den SKN kam er während der Leihe zu 19 Einsätzen in der 2. Liga, in denen er sechsmal traf. Nach der Leihe nach Österreich wechselte Just im Juli 2025 zum FC Motherwell in die Scottish Premiership.

### Nationalmannschaft
Bei den Olympischen Spielen 2020 war er Teil des Kaders der Fußball-Mannschaft und kam hier in jedem Spiel des Teams hier zum Einsatz.
Seinen ersten Einsatz im Dress der neuseeländischen A-Nationalmannschaft hatte er am 14. November 2019, wo er bei einer 1:3-Freundschaftsspielniederlage gegen Irland in der Startelf stand. Nach einem weiteren Freundschaftsspieleinsatz kurz danach und weiteren Ende 2021 sowie Anfang 2022 wurde er auch in der Qualifikation für die Weltmeisterschaft 2022 eingesetzt, dort schaffte er es mit seinem Team bis ins Interkontinentale-Playoff, wo man dann aber Costa Rica mit 0:1 unterlag.